# Mapinguari foldatsianus
Mapinguari foldatsianus là một loài thực vật có hoa trong họ Lan. Loài này được (Carnevali & I.Ramírez) Carnevali & R.B.Singer mô tả khoa học đầu tiên năm 2007.